# Division 2 1973/74
Die Division 2 1973/74 war die 35. Austragung der zweithöchsten französischen Fußballliga. Es handelte sich seit 1970 um eine offene Meisterschaft mit Profis und Amateuren. Zweitligameister wurde der OSC Lille.

## Vereine
Teilnahmeberechtigt waren die 27 Vereine, die nach der vorangegangenen Spielzeit weder in die erste Division auf- noch in die dritte Liga (National) abgestiegen waren; dazu kamen drei Erstligaabsteiger und sechs Aufsteiger aus der National. Diese 36 Teilnehmer spielten in zwei überwiegend nach regionalen Gesichtspunkten eingeteilten Gruppen (eine mit Mannschaften aus dem Nordwesten und eine mit Teams aus dem Südosten).
Somit spielten in dieser Saison folgende Mannschaften um die Meisterschaft der Division 2:
- Gruppe A: US Dunkerque, Aufsteiger SC Hazebrouck, US Grand Boulogne, OSC Lille, Absteiger US Valenciennes-Anzin, AC Cambrai, EAC Chaumont, FC Rouen, Stade Laval, US Le Mans, Stade Brest, FC Lorient, AAJ Blois, FC Bourges, EDS Montluçon, Racing Club Franc-Comtois Besançon, Stade Poitiers PEP, Aufsteiger ES La Rochelle
- Gruppe B: Absteiger Red Star FC, Aufsteiger Paris Saint-Germain FC, CA Mantes, Entente Bagneaux-Fontainebleau-Nemours, Aufsteiger JGA Nevers, FC Mulhouse, Aufsteiger CS Vittel, FC Gueugnon, LB Châteauroux, AS Angoulême, US Toulouse, Aufsteiger AS Béziers, FC Sète, Olympique Avignon, AC Arles, SC Toulon, AS Cannes, Absteiger AC Ajaccio

Aufstiegsberechtigt waren die jeweiligen Gruppenersten sowie der Gewinner der Play-offs zwischen den beiden Zweitplatzierten. Eine Relegation zwischen den am schlechtesten platzierten Erstligisten, die nicht direkt abstiegen, und den besten, nicht direkt aufstiegsberechtigten Zweitligisten gab es diesmal nicht.

## Saisonverlauf
Jede Mannschaft trug gegen jeden Gruppengegner ein Hin- und ein Rückspiel aus, einmal vor eigenem Publikum und einmal auswärts. Es galt die Zwei-Punkte-Regel; bei Punktgleichheit gab die Tordifferenz und falls auch diese gleich sein sollte – wie in diesem Jahr zwischen Mantes und Ajaccio beziehungsweise Gueugnon und Béziers –, die höhere Zahl erzielter Treffer den Ausschlag für die Platzierung. Einen zusätzlichen Bonuspunkt erhielt jede Mannschaft unabhängig vom Spielausgang für jedes Spiel, in dem sie mindestens drei Tore geschossen hatte, ebenso für jeden Sieg mit zwei oder mehr Treffern Unterschied. Dadurch sollte der Angriffsfußball gefördert werden. In Frankreich wird bei der Angabe des Punktverhältnisses ausschließlich die Zahl der Pluspunkte genannt; hier geschieht dies in der in Deutschland zu Zeiten der 2-Punkte-Regel üblichen Notation.
In beiden Gruppen war die Entscheidung um die ersten beiden Plätze schon mehrere Wochen vor Saisonende gefallen, und auch die beiden Direktaufsteiger Red Star – dem die Rückkehr in die Division 1 auf Anhieb gelang – und Lille mussten am letzten Spieltag nicht mehr befürchten, anschließend noch zwei Relegationsspiele absolvieren zu müssen. Nach deren Austragung musste mit Valenciennes-Anzin die torgefährlichste Elf für ein weiteres Jahr in der zweiten Division planen. Noch weiter war der dritte Erstligaabsteiger der Vorsaison, Ajaccio, von einem sofortigen Wiederaufstieg entfernt; die Korsen erreichten sportlich nur einen Mittelfeldplatz und befanden sich finanziell in einer desolaten Situation, so dass sie zur kommenden Spielzeit freiwillig in die dritte Liga abstiegen. Am unteren Tabellenende kämpften fünf der sechs Liganeulinge gegen den sofortigen Wiederabstieg, der drei von ihnen am Saisonende dennoch ereilte, während die beiden anderen dem lediglich dank ihrer besseren Tordifferenz entgingen. Lediglich für den sechsten Aufsteiger war dies eine gute Saison, weil dem Hauptstadtklub PSG der „Durchmarsch“ von der dritten in die erste Division gelang.
Die nach einem einjährigen Versuch (1968/69) in dieser Spielzeit erneut – und diesmal in den beiden obersten Divisionen sowie für drei Jahre – eingeführte Bonuspunktregelung hatte hinsichtlich der Absicht, torreichere, attraktivere und damit einnahmensteigernde Spiele zu fördern, nur minimalen Erfolg gezeitigt; der Trefferschnitt je Spiel erhöhte sich lediglich um 0,1. Die Regelung beeinflusste auch nur eine einzige Entscheidung hinsichtlich des Auf- beziehungsweise Abstiegs: ohne Bonuspunkte hätte in Gruppe B der FC Gueugnon den drittletzten Rang belegt und wäre abgestiegen, was so stattdessen die JGA Nevers traf.
In den 612 Begegnungen wurden 1.700 Treffer erzielt; das entspricht einem Mittelwert von knapp 2,8 Toren je Spiel. Erfolgreichste Torschützen waren in Gruppe A Erwin Wilczek (Valenciennes) mit 26 und in Gruppe B Nestor Combin von Red Star mit 24 Treffern; somit gewann Wilczek die Liga-Torjägerkrone. Zur folgenden Spielzeit kamen mit der AS Nancy, dem Paris FC und CS Sedan drei Absteiger aus der Division 1 hinzu; aus der dritthöchsten Liga stiegen SC Amiens, Stade Quimper, FC Tours, AJ Auxerre, SAS Épinal und der FC Martigues auf. Die zweite Division spielte dann mit 35 Mannschaften.

## Abschlusstabellen

### Gruppe A
| Pl. | Verein                    | Sp. | S  | U  | N  | Tore    | Diff. | Punkte | Bonus | Gesamt |
| --- | ------------------------- | --- | -- | -- | -- | ------- | ----- | ------ | ----- | ------ |
| 1.  | OSC Lille                 | 34  | 24 | 8  | 2  | 068:210 | +47   | 56:12  | 11    | 67     |
| 2.  | US Valenciennes-Anzin (A) | 34  | 21 | 7  | 6  | 078:290 | +49   | 49:19  | 15    | 64     |
| 3.  | FC Rouen                  | 34  | 18 | 6  | 10 | 059:310 | +28   | 42:26  | 14    | 56     |
| 4.  | US Grand Boulogne         | 34  | 16 | 10 | 8  | 058:390 | +19   | 42:26  | 11    | 53     |
| 5.  | Stade Laval               | 34  | 16 | 10 | 8  | 054:400 | +14   | 42:26  | 6     | 48     |
| 6.  | FC Lorient                | 34  | 14 | 10 | 10 | 050:340 | +16   | 38:30  | 7     | 45     |
| 7.  | Racing FC Besançon        | 34  | 14 | 8  | 12 | 053:500 | +3    | 36:32  | 5     | 41     |
| 8.  | US Dunkerque              | 34  | 13 | 7  | 14 | 049:500 | −1    | 33:35  | 7     | 40     |
| 9.  | Stade Brest               | 34  | 14 | 8  | 12 | 041:420 | −1    | 36:32  | 2     | 38     |
| 10. | EAC Chaumont              | 34  | 9  | 12 | 13 | 045:580 | −13   | 30:38  | 4     | 34     |
| 11. | FC Bourges                | 34  | 10 | 10 | 14 | 035:540 | −19   | 30:38  | 4     | 34     |
| 12. | EDS Montluçon             | 34  | 11 | 5  | 18 | 052:610 | −9    | 27:41  | 6     | 33     |
| 13. | AC Cambrai                | 34  | 11 | 9  | 14 | 042:550 | −13   | 31:37  | 2     | 33     |
| 14. | AAJ Blois                 | 34  | 10 | 9  | 15 | 036:520 | −16   | 29:39  | 4     | 33     |
| 15. | SC Hazebrouck (N)         | 34  | 10 | 8  | 16 | 045:540 | −9    | 28:40  | 4     | 32     |
| 16. | Stade Poitiers PEP        | 34  | 10 | 7  | 17 | 043:610 | −18   | 27:41  | 5     | 32     |
| 17. | US Le Mans                | 34  | 5  | 8  | 21 | 029:630 | −34   | 18:50  | 5     | 23     |
| 18. | ES La Rochelle (N)        | 34  | 5  | 8  | 21 | 029:720 | −43   | 18:50  | 0     | 18     |

Platzierungskriterien: 1. Punkte – 2. Tordifferenz – 3. geschossene Tore

| (A) | Absteiger aus der Division 1 1972/73 |
| (N) | Neuaufsteiger                        |

### Gruppe B
| Pl. | Verein                   | Sp. | S  | U  | N  | Tore    | Diff. | Punkte | Bonus | Gesamt |
| --- | ------------------------ | --- | -- | -- | -- | ------- | ----- | ------ | ----- | ------ |
| 1.  | Red Star FC (A)          | 34  | 19 | 12 | 3  | 071:290 | +42   | 50:18  | 11    | 61     |
| 2.  | Paris Saint-Germain (N)  | 34  | 19 | 6  | 9  | 070:420 | +28   | 44:24  | 13    | 57     |
| 3.  | US Toulouse              | 34  | 17 | 5  | 12 | 064:420 | +22   | 39:29  | 9     | 48     |
| 4.  | Olympique Avignon        | 34  | 15 | 10 | 9  | 047:330 | +14   | 40:28  | 6     | 46     |
| 5.  | SC Toulon                | 34  | 15 | 8  | 11 | 052:390 | +13   | 38:30  | 8     | 46     |
| 6.  | CA Mantes                | 34  | 14 | 7  | 13 | 047:450 | +2    | 35:33  | 4     | 39     |
| 7.  | AC Ajaccio (A)           | 34  | 12 | 9  | 13 | 046:440 | +2    | 33:35  | 6     | 39     |
| 8.  | AS Cannes                | 34  | 11 | 12 | 11 | 039:420 | −3    | 34:34  | 5     | 39     |
| 9.  | AS Angoulême             | 34  | 13 | 8  | 13 | 045:490 | −4    | 34:34  | 5     | 39     |
| 10. | FC Mulhouse              | 34  | 12 | 7  | 15 | 049:560 | −7    | 31:37  | 7     | 38     |
| 11. | EB Fontainebleau-Nemours | 34  | 11 | 9  | 14 | 042:480 | −6    | 31:37  | 5     | 36     |
| 12. | FC Sète                  | 34  | 13 | 8  | 13 | 030:510 | −21   | 34:34  | 2     | 36     |
| 13. | LB Châteauroux           | 34  | 10 | 10 | 14 | 043:470 | −4    | 30:38  | 5     | 35     |
| 14. | FC Gueugnon              | 34  | 10 | 9  | 15 | 046:560 | −10   | 29:39  | 5     | 34     |
| 15. | AS Béziers (N)           | 34  | 11 | 8  | 15 | 035:460 | −11   | 30:38  | 4     | 34     |
| 16. | JGA Nevers (N)           | 34  | 10 | 10 | 14 | 037:490 | −12   | 30:38  | 4     | 34     |
| 17. | AC Arles                 | 34  | 9  | 8  | 17 | 044:670 | −23   | 26:42  | 4     | 30     |
| 18. | CS Vittel (N)            | 34  | 8  | 8  | 18 | 027:490 | −22   | 24:44  | 2     | 26     |

Platzierungskriterien: 1. Punkte – 2. Tordifferenz – 3. geschossene Tore

| (A) | Absteiger aus der Division 1 1972/73 |
| (N) | Neuaufsteiger                        |

## Ermittlung des Meisters
Die beiden Gruppensieger trafen in Hin- und Rückspiel aufeinander, um den diesjährigen Meister der Division 2 zu ermitteln. Der OSC Lille verlor sein Heimspiel gegen den Red Star FC mit 0:2, gewann die zweite Begegnung in Saint-Ouen jedoch mit 5:1 und sicherte sich somit den Meistertitel.
| Gruppe A  | Gesamt | Gruppe B    | Hinspiel | Rückspiel |
| --------- | ------ | ----------- | -------- | --------- |
| OSC Lille | 5:3    | Red Star FC | 0:2      | 5:1       |

## Relegation
Nach dem gleichen Modus kämpften die beiden Gruppenzweiten um einen weiteren Aufstiegsplatz in die höchste Spielklasse. Hierbei trafen zwei Mannschaften aufeinander, zwischen denen in der vorigen Saison noch ein Unterschied von zwei Ligen bestanden hatte. Die erste Partie gewann Valenciennes-Anzin mit 2:1, im Rückspiel setzte sich Paris Saint-Germain mit 4:2 durch und schaffte so den zweiten Aufstieg nacheinander.
| Gruppe A              | Gesamt | Gruppe B            | Hinspiel | Rückspiel |
| --------------------- | ------ | ------------------- | -------- | --------- |
| US Valenciennes-Anzin | 4:5    | Paris Saint-Germain | 2:1      | 2:4       |